# Silvester Mazzolini

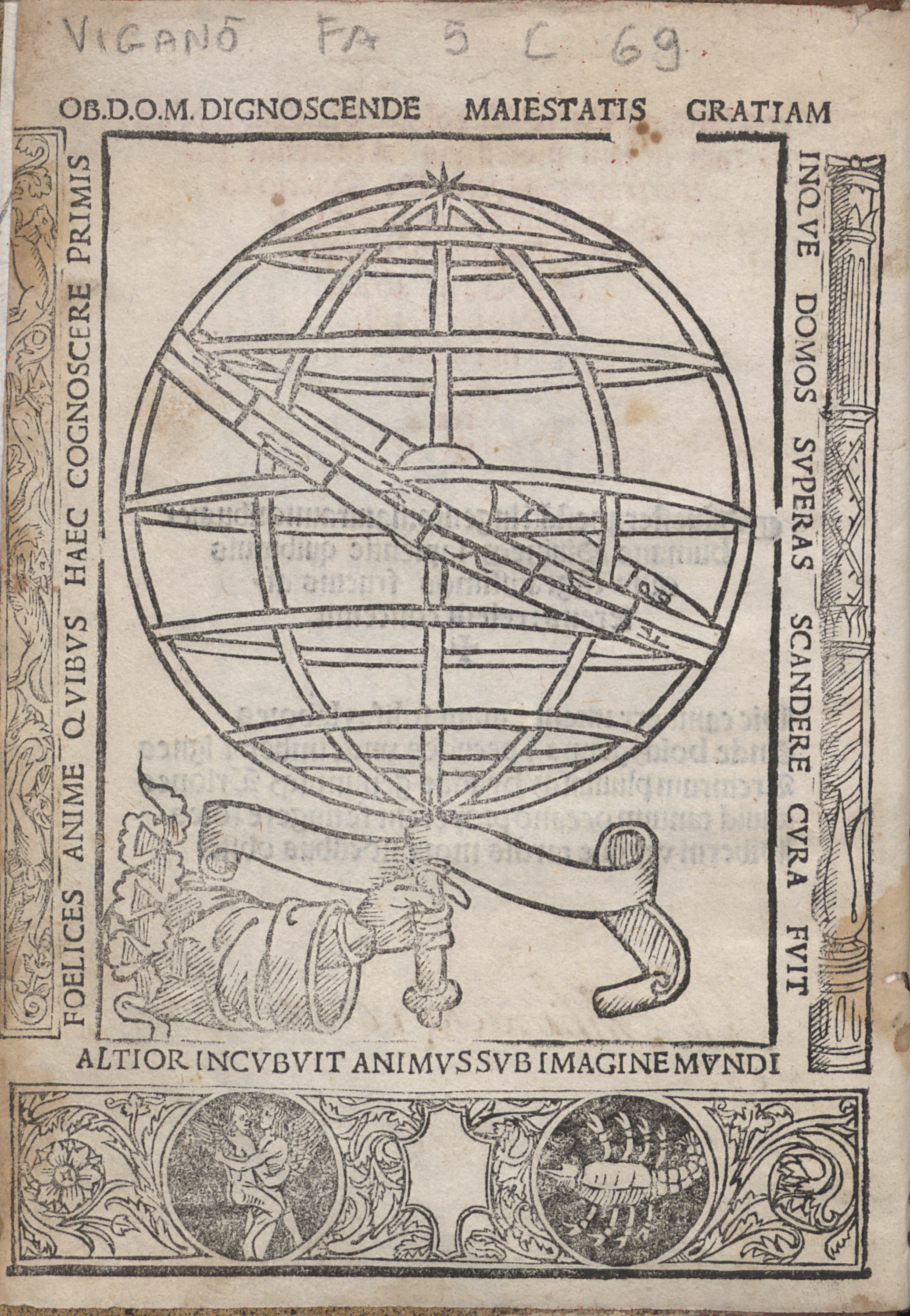
In spheram ac theoricas preclarissima commentaria

Silvester Mazzolini von Prierio (Silvestro Mazzolini da Prieri; * 1456 in Priero, Provinz Cuneo; † 1523 in Rom) war ein italienischer Dominikaner, der auch unter dem Namen Prierias bekannt war. Er stand als Theologe im Dienst des Papstes (Magister sacri palatii).

## Leben
Silvester wuchs im Piemont auf und absolvierte dort auch seine Studien. Im Alter von fünfzehn Jahren trat er in den Orden der Dominikaner ein, nach weiteren acht Jahren erhielt er die Priesterweihe. Von 1490 bis zum Jahrhundertwechsel studierte er in Bologna und in Padua. Danach war er als Prior an verschiedenen Klöster tätig, wirkte von 1508 bis 1510 als Generalvikar in der Region der Lombardei und wurde gleichzeitig Inquisitor in Brixen. Im Jahre 1511 wurde er Inquisitor in der Region Mailand und zwei Jahre später Prior in Cremona.
Inzwischen schrieb er eine Reihe von theologischen Abhandlungen wie Compendium Capreoli (1497), Tractatulus de diabolo (1502), Aurea rosa (1503), Tractatus de expositione missae (1509) und Malleus contra Scotistas (1514).
Silvester gehörte der Kommission an, die ab Frühjahr 1518 mit der Causa Lutheri und der Einleitung eines kanonischen Prozesses betraut war.
Im Auftrag des Papstes Leo X. schrieb er In presumptuosas Martini Lutheri conclusiones de potestate papae dialogus (1517) (Dialog gegen die arroganten Thesen Martin Luthers die Macht des Papstes betreffend).
Nach erfolgreichem Abschluss seiner Studien bekam er einen Lehrauftrag an der Universität Bologna. Papst Leo X. berief ihn 1514 auf einen Lehrstuhl für Theologie an die römische Universität La Sapienza.
Mazzolini veröffentlichte 1515 ein Werk über Kirchendoktrinen und Ethik, das sehr beliebt war.
Eine weitere Schrift Dialogus de potestate papae lag 1518 Cajetan und Luther auf dem Reichstag zu Augsburg 1518 vor. Damit war er einer der ersten, die Martin Luther bzw. den von ihm verfassten Ablassthesen mit einem theologischen Gutachten entgegentraten. Dieses lag wahrscheinlich schon im April oder Mai 1518 vor. Luther erhielt diese Schrift zusammen mit der Vorladung in Wittenberg am 7. August 1518 ausgehändigt. Pietras stellte darin vier fundamentale Grundsätze heraus:
- Die Gesamtkirche ist ihrem Wesen nach die Versammlung aller gläubigen Christen. Die Gesamtkirche ist die römisch-katholische Kirche, das Haupt aller Kirchen, und der Papst deren Oberhaupt.
- Die Gesamtkirche kann nicht irren, wenn sie über Glauben und Sitten entscheidet, einschließlich ihres Oberhaupts, des Papstes.
- Ein Härektiker ist, wer sich nicht an die Lehre des römischen Klerus und des Papstes hält.
- Wer betreffs der Ablässe sagt, die römische Kirche könne nicht tun, was sie faktisch tut, ist ein Häretiker.

## Werke (Auswahl)
- Trialogo chiamato Philamore. Matteo Cerdonis, Padua 1485 (italienisch, beic.it).

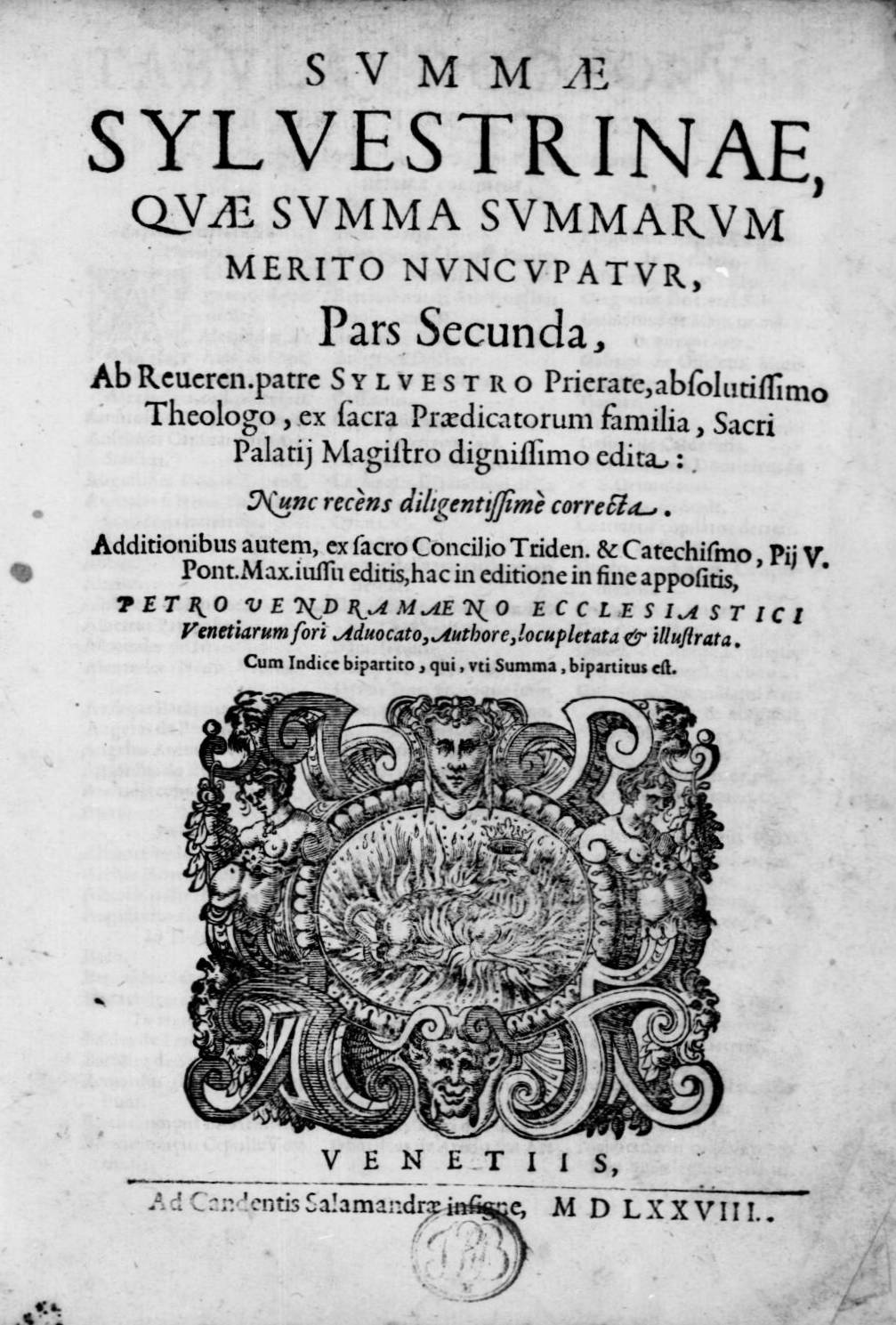
Summa summarum quae Silvestrina dicitur, 1578

- Compendium in Iohannem Capreolum cum additionibus. Carlo Darlerio, Cremona 1497 (Latein, beic.it).
- Vita di santa Maria Maddalena. Giovanni Antonio Benedetti, Impressa in lalma et inclita di Bologna 1500 (italienisch, beic.it).
- Tractatulus de diabolo, 1502.
- Aurea rosa, Bologna, 1503.
- Tractatus de expositione missae, 1509.
- In theoricas planetarum, Venedig, 1513.
- In spheram ac theoricas preclarissima commentaria. Gottardo da Ponte, 1514 (Latein, beic.it).
- Malleus contra Scotistas, 1514.
- Summa Summarum, quæ Sylvestrina dicitur, Rom, 1516 (40 Neuauflagen).
  - Summae Sylvestrinae. Band II. Damiano Zenaro, Venedig 1578 (Latein, beic.it).
- Dialogus de potestate papae, 1518.
- Epitoma responsionis ad Lutherum, Perugia, 1519.
- De juridica et irrefragabili veritate Romenæ Ecclesiæ Romenique Pontificis, Rom, 1520.
- Errata et argumenta M. Lutheri, Rom, 1520.